# Gluconato férrico sódico
El gluconato férrico sódico es una preparación de hierro intravenoso con un tamaño molecular de aproximadamente 295 kDa y una osmolalidad de 990 mOsm/kg. La administración de gluconato férrico en dosis que varían de 62.5 a 125 mg durante la hemodiálisis se asocia con una saturación de transferrina superior al 100%. A diferencia del dextrano de hierro, que requiere procesamiento por macrófagos que puede requerir varias semanas, alrededor del 80% de gluconato férrico de sodio se entrega a transferrina dentro de las 24 h. El gluconato férrico sódico también tiene un riesgo menor de inducir reacciones anafilácticas graves que el dextrano de hierro.
Es indicado para el tratamiento de la anemia ferropénica en adultos y pacientes pediátricos a partir de 6 años de edad con enfermedad renal crónica que reciben hemodiálisis y están recibiendo tratamiento suplementario con epoetina.

## Mecanismo de acción
El uso del hierro está influido por la causa de la deficiencia, así como por otras enfermedades que pueden afectar a la eritropoyesis normal. La malnutrición proteico-energética puede impedir la incorporación de hierro al eritrocito, independientemente de la cantidad de hierro almacenada. El hierro sólo se utilizará cuando aumente la masa corporal magra. La terapia con hierro por sí sola no aumenta la producción de glóbulos rojos. La administración de hierro sólo mejorará la anemia asociada a la deficiencia de hierro.
Las proteínas y enzimas que contienen hierro son importantes en las reacciones de oxidación-reducción, especialmente en las de la mitocondria. El hierro es un componente de la mioglobina y de varias hemoenzimas, como los citocromos, la catalasa y la peroxidasa. El hierro es un componente esencial de las enzimas metaloflavoproteínas y de la enzima mitocondrial alfa-glicerofosfato oxidasa. Las proteínas y enzimas que contienen hierro son importantes en las reacciones de oxidación-reducción, especialmente en las de la mitocondria. Además, el hierro es un cofactor de enzimas como la aconitasa y la triptófano pirolasa.

## Farmacocinética
El complejo de gluconato férrico de sodio se administra por vía intravenosa.
La dosificación del tratamiento con hierro se individualiza en función de los objetivos del paciente en cuanto a concentraciones séricas de hierro, parámetros de almacenamiento de hierro (por ejemplo, ferritina, saturación de transferrina) y concentraciones séricas de hemoglobina. El tratamiento excesivo o innecesario con hierro puede provocar toxicidad férrica. El hierro sistémico se almacena en compuestos denominados ferritina y hemosiderina, que se utilizan para un uso futuro en la producción de hemoglobina. La absorción del hierro depende de la vía de entrada. El tejido que primero elimina del torrente sanguíneo el hierro administrado por vía parenteral determina la biodisponibilidad. Si el sistema reticuloendotelial elimina el hierro, la médula ósea sólo dispondrá de pequeñas cantidades a lo largo del tiempo. La transferrina acepta hierro del tracto intestinal o de lugares de almacenamiento o destrucción de hemoglobina. A continuación, el hierro se transporta en el plasma unido a la transferrina y se distribuye a la médula ósea para la síntesis de hemoglobina, al sistema reticuloendotelial para su almacenamiento, a todas las células para las enzimas que contienen hierro y a las células placentarias para satisfacer las necesidades del feto. Finalmente, la transferrina queda disponible para su reutilización. No hay metabolismo destructivo del hierro porque tiene lugar en un sistema cerrado. En los adultos normales, el 90% del hierro metabolizado se conserva y se reutiliza repetidamente. Se excreta muy poco hierro. En los adultos normales y sanos, se produce una cierta pérdida diaria de hierro a través de la caída normal de la piel, el cabello y las uñas, y de las pérdidas gastrointestinales. Las mujeres menstruantes tienen una pérdida mayor, al igual que otras personas con pérdida de sangre.
Isoenzimas del citocromo P450 y transportadores de fármacos afectados: ninguno.

## Contraindicaciones y precauciones
El complejo de gluconato férrico sódico está contraindicado en pacientes hipersensibles al medicamento o a cualquiera de sus componentes. La administración parenteral de hierro requiere un entorno asistencial especializado en el que se disponga inmediatamente de personal y terapias para el tratamiento de la anafilaxia y otras reacciones de hipersensibilidad. Se han notificado reacciones de hipersensibilidad graves, incluidas reacciones de tipo anafiláctico mortales y potencialmente mortales, en pacientes que reciben hierro parenteral, incluido el complejo de gluconato férrico sódico. También se han notificado reacciones de hipersensibilidad después de dosis de complejos de hierro parenteral que anteriormente no presentaban problemas. Las reacciones de hipersensibilidad también pueden evolucionar a síndrome de Kounis, una reacción alérgica grave que puede dar lugar a infarto de miocardio. El síndrome de Kounis puede ser más grave en pacientes con enfermedad cardiaca o factores de riesgo de enfermedad arterial coronaria. En estos pacientes, utilice hierro intravenoso sólo después de una cuidadosa evaluación de riesgos/beneficios. Vigile a los pacientes para detectar signos y síntomas de hipersensibilidad, incluyendo hipotensión, durante y después de la administración intravenosa del complejo de gluconato férrico de sodio.
La inyección de gluconato férrico sódico complejo contiene alcohol bencílico como conservante. Dado que el alcohol bencílico se metaboliza rápidamente en la mujer embarazada, es improbable la exposición del feto al alcohol bencílico. Sin embargo, se han producido reacciones adversas en neonatos prematuros y lactantes de bajo peso al nacer que recibieron por vía intravenosa medicamentos que contenían alcohol bencílico. Considerar terapias alternativas de sustitución de hierro sin alcohol bencílico durante el embarazo. Se han asociado reacciones adversas fetales, incluyendo bradicardia fetal, con reacciones de hipersensibilidad materna a productos parenterales de hierro, especialmente durante el segundo y tercer trimestre del embarazo. Advierta a las mujeres embarazadas del riesgo potencial para el feto. Los datos disponibles de informes post-comercialización con el uso de gluconato férrico sódico complejo inyectable en el embarazo son insuficientes para evaluar el riesgo de defectos congénitos mayores y aborto espontáneo. En ausencia de toxicidad materna, el gluconato férrico sódico complejo inyectable no fue teratogénico en estudios con animales a exposiciones clínicamente relevantes.
No se dispone de datos sobre la presencia del complejo de gluconato férrico de sodio inyectable en la leche humana o animal, los efectos sobre la producción de leche o los efectos sobre el niño amamantado. El gluconato férrico de sodio complejo inyectable contiene alcohol bencílico. Dado que el alcohol bencílico se metaboliza rápidamente en la mujer lactante, es improbable que se produzca una exposición al alcohol bencílico en el lactante. Sin embargo, se han producido reacciones adversas en neonatos prematuros y lactantes de bajo peso al nacer que recibieron por vía intravenosa medicamentos que contenían alcohol bencílico. Considerar terapias alternativas de sustitución de hierro sin alcohol bencílico para su uso durante la lactancia.

## Reacciones adversas
Dolor abdominal, agitación, reacciones anafilactoides, anemia, angina, anorexia, artralgia, astenia, dolor de espalda, hemorragia, bradicardia, dolor torácico (sin especificar), escalofríos, conjuntivitis, estreñimiento, tos, diaforesis, diarrea, diplopía, mareo, somnolencia, disgeusia, dispepsia, disnea, edema, eructación, fatiga, bradicardia fetal, fiebre, dolor de costado, flatulencia, rubor, dolor de cabeza, pérdida de audición, hemosiderosis, hiperhidrosis, hiperpotasemia, hipertensión, hipertonía, hipervolemia, hipoestesia, hipoglucemia, hipotensión, reacción en el punto de inyección, síndrome de Kounis, leucocitosis, linfadenopatía, malestar, melena, menorragia, calambres musculares, mialgia, infarto de miocardio, náuseas, palidez, parestesias, edema periférico, vasodilatación periférica, faringitis, flebitis, prurito, edema pulmonar, erupción, rinitis, convulsiones, taquicardia sinusal, síncope, trombosis, urticaria, vómitos, debilidad, sibilancias, xerostomía.